# 樱花短柱茶
樱花短柱茶（学名：Camellia maliflora）是山茶科山茶属的植物。属中国原产的植物（非从国外引种）。